# اسکای‌نت (برنامه نظارتی)
اسکای‌نت برنامه‌ای است که آژانس امنیت ملی ایالات متحده آمریکا آنرا اجرا می‌کند.کار اسکای‌نت، یادگیری ماشین برای تحلیل داده ارتباطی با هدف شنود الکترونیک است تا اطلاعات مربوط به مظنونان تروریستی احتمالی را استخراج کند. این برنامه برای شناسایی هدف‌هایی چون پیک‌های القاعده استفاده می‌شود که بین شبکه‌های سلولی سامانهٔ جهانی ارتباطات همراه (جی‌اس‌ام) حرکت می‌کنند. این پیک‌ها اغلب، سیم‌کارت‌های خود را با گوشی‌های تلفن همراهی که شماره سریال الکترونیک، شناسه تجهیزات تلفن همراه، و شناسه جهانی تجهیزات موبایل همانند دارند جابجا می‌کنند. اسکای‌نت از روش‌های دسته‌بندی مانند تحلیل جنگل تصادفی استفاده می‌کند. وجود این برنامه، نخستین‌بار با افشاگری‌های گسترده اسناد ادوارد اسنودن آشکار شد.

## مشارکت و همکاری

### همکاری
اداره‌های همکار آژانس امنیت ملی در برنامه اسکای‌نت:
- شنود الکترونیک: S21، S22، و SSG
- جستجو: R6
- فناوری: T12، و T14

### مشارکت
برنامه اسکای‌نت با مشارکت TMAC/FASTSCOPE، آزمایشگاه لینکلن ام‌آی‌تی، و دانشگاه هاروارد انجام می‌شود.

## احتمال خطا
از آنجا که مجموعه داده این سامانه، واقعیت منفی بسیار بزرگ و مجموعه آموزشی کوچکی را در بر می‌گیرد احتمال بیش‌برازش در آن وجود دارد. بروس اشنایر می‌گوید که نرخ غلط مثبت ٪۰/۰۰۸ برای کارهای بازرگانی، پایین است. چنانکه اگر گوگل، اشتباه کند مردم، آگهی بازرگانی خودرویی را می‌بینند که نمی‌خواهند بخرند اما اگر حکومت اشتباه کند ممکن است شخص بیگناهی کشته شود.

## جنجال
برنامه اسکای‌نت به سامانه‌های پهپادی پیوند دارد. بنابراین احتمال غلط مثبت که به مرگ افراد بینجامد وجود دارد.
اسکای‌نت، رئیس‌دفتر شبکه الجزیره در اسلام‌آباد پاکستان به نام احمد زیدان را به نادرست به عنوان محتمل‌ترین عضو القاعده و اخوان‌المسلمین شناسایی کرد. با وجود این حقیقت که عضویت همزمان در این دو گروه، ناممکن است و او به دلیل مسافرت و دیدار با گروه‌های بنیادگرا بسیار سرشناس است. اما به جای آن، احمد زیدان به خاطر نظارت بر استفاده از تلفن همراه خود در مناطق روستایی، از سوی اسکای‌نت به عنوان مظنون شناخته شد. این نمونه به عنوان شکست سامانه اسکای‌نت دیده می‌شود. زیرا یک روزنامه‌نگار را که کار قانونی و حرفه‌ای خود را انجام می‌دهد به عنوان تروریست بالقوه شناسایی می‌کند همزمان به آزادی مطبوعات آسیب می‌زند و قانون اساسی ایالات متحده آمریکا برای نظارت بر روزنامه‌نگاران را زیر پا می‌گذارد.